# Caroline Henry
Pour les articles homonymes, voir Henry.
 (août 2016).
Si vous disposez d'ouvrages ou d'articles de référence ou si vous connaissez des sites web de qualité traitant du thème abordé ici, merci de compléter l'article en donnant les références utiles à sa vérifiabilité et en les liant à la section « Notes et références ».
Caroline Henry est une journaliste et présentatrice de télévision française née à Épinal (Vosges).

## Biographie
Caroline Henry passe son enfance à Metz en Lorraine, puis effectue des études à la Faculté de lettres de l'université de Nancy. Elle est diplômée de l'École supérieure de journalisme de Paris en 1996. Elle y fait ses premières armes. On a pu l'entendre sur la radio Europe 2 et la lire dans le quotidien régional Le Républicain lorrain. Elle travaillera également à Nice-Matin et au Figaro.
Elle entre à la chaîne de télévision LCI. Elle présente le Journal des Sports durant plusieurs années.
Son premier événement est la coupe du monde de football de 1998 où elle présente des chroniques en direct, puis elle couvre le championnat d'Europe de football 2000 et la coupe du monde de football de 2002.
En 2000, elle rejoint le service des sports de TF1 après la fusion des deux rédactions.
Elle parcourt alors les Grand Prix de Formule 1 avec l'ancien pilote Jacques Laffite, les journalistes Jean-Louis Moncet et autre Christophe Malbranque, afin d'y préparer des sujets pour les journaux télévisés de 13h et 20h de TF1. On l'entendra aussi sur quelques reportages de rallyes automobiles.
Elle s'adonne au tennis, qui est sa grande passion. Après avoir travaillé pour la gazette du tournoi de Roland Garros dans les années 1990, elle participe régulièrement à l'élaboration des reportages des différents tournois français et internationaux pour TF1 et LCI.
De 2006 à 2018, elle est la présentatrice des différents événements sportifs mondiaux dans le journal de 13H de TF1 comme les coupes du monde de football (2006,  2010, 2014 et 2018), les coupes du monde de rugby (2007, 2011 et 2015), l'Euro de Football (2012, 2016) et les jeux olympiques d'hivers (2010, 2014 et 2018) et d'Été (2012, 2016).
En 2010, elle devient directrice adjointe du Service des Sports de TF1.
En 2016- 2017, elle participe en co-présentation à l'émission CLUB 26 en direct sur LCI avec Grégoire Margotton, le dimanche de 22h30 à 00h00.
En 2018, elle devient rédactrice en chef adjointe du journal de 13H de TF1 avant d'en devenir, en 2019, rédactrice en chef.
En octobre 2022, elle quitte le Groupe TF1 pour le Groupe Canal+ où elle est responsable des reportages des documentaires au sein du service des sports.